# Фергюсон, Даг
Даг Фергюсон — экс-бас-гитарист прогрессивной рок-группы Camel с 20 сентября 1971 года по январь 1977 года. Покинул группу из-за болезни жены и был заменен певцом, автором песен и басистом Caravan Ричардом Синклером. До того, как играть с Camel, Дуг играл в джаз-ориентированном трио The Brew вместе с участниками Camel Эндрю Латимером и Энди Уордом.
Он спел в двух песнях с их дебютного альбома «Camel», «Mystic Queen» и «Curiosity».
Фергюсон ушел из группы в 1977 и сформировал группу  Headwaiter.